# Rocket Racing League
Rocket Racing League je ameriško podjetje, ki razvija raketno gnana letala za zračna dirke. Letala bi uporabljala tekočegorivne raketne motorje, ki bi za gorivo uporabljali kerozin ali etanol, za oksidant pa tekoči kisik. Čas delovanja motorjev naj bi bil okrog 4 minute. 